# Jubelpark

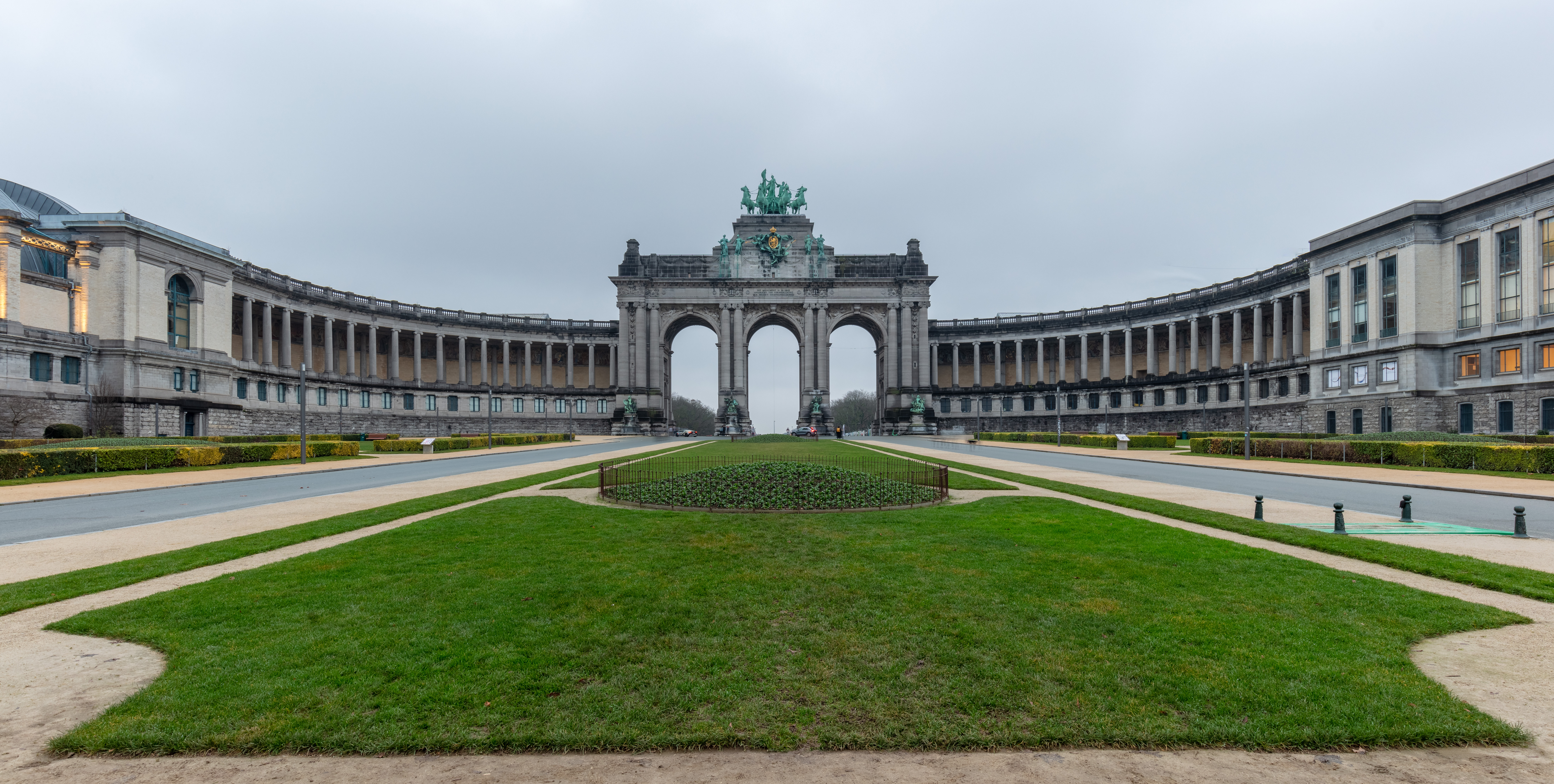
Blick von Westen auf den Triumphbogen im Parc du Cinquantenaire

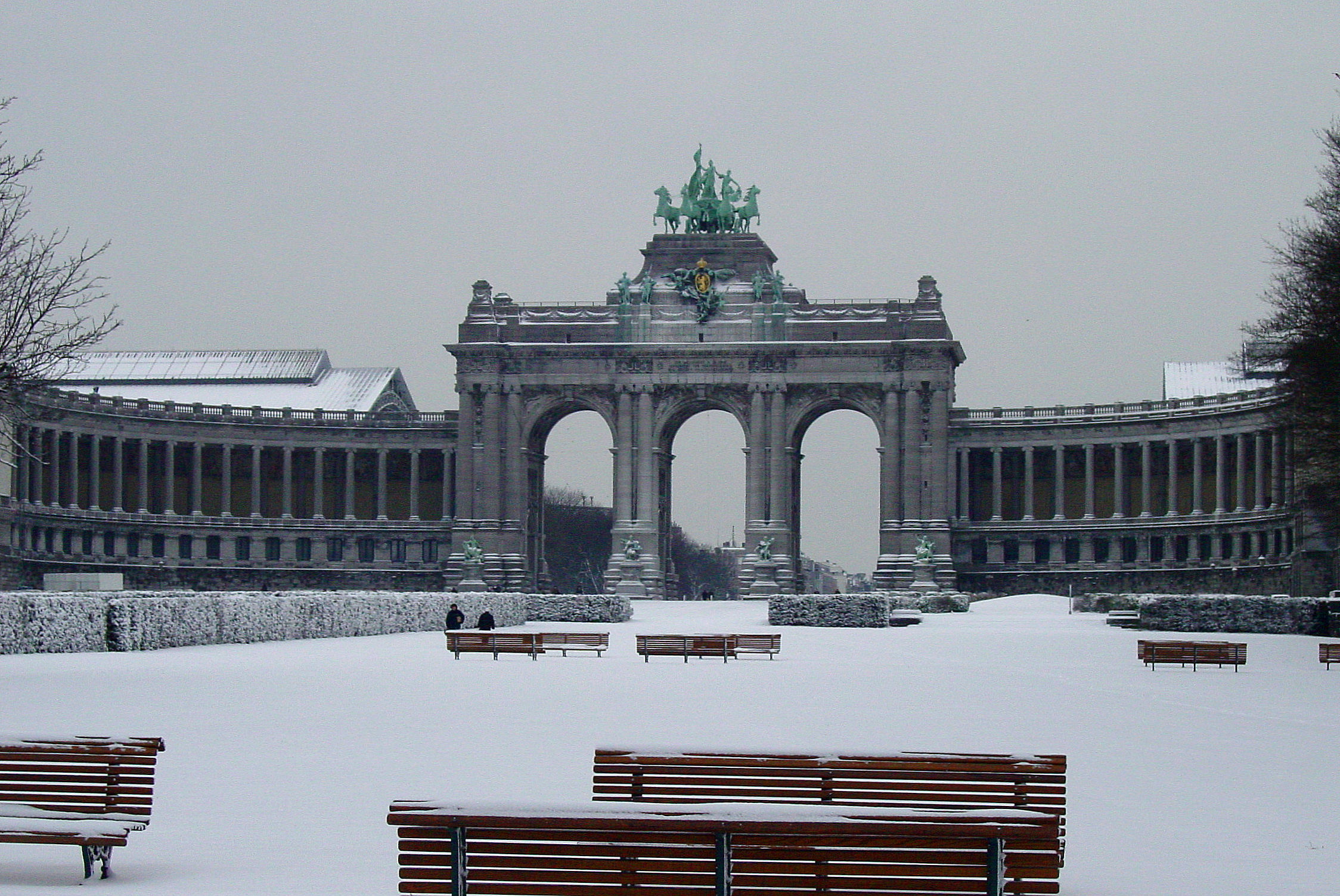
Der Triumphbogen im Winter

Der Jubelpark (deutsch/niederländisch) oder  Park des 50. Jahrestags (französisch: „Parc du Cinquantenaire“) liegt ungefähr eineinhalb Kilometer östlich des  Warandeparks (Parc de Bruxelles/Park van Brussel) in der belgischen Hauptstadt Brüssel. Er bedeckt eine Fläche von 37 ha und ist besonders im Sommer ein beliebter Ort zur Erholung für die Brüsseler. Auch bei Freizeitläufern ist er beliebt, da er nicht nur auf einem gut 2 km langen, außen an ihm vorbeiführenden Weg, sondern auch auf zahlreichen den Park kreuzenden Wegen zur sportlichen Betätigung abseits des Straßenverkehrs einlädt.

## Geschichte
1880 feierte Belgien den 50. Jahrestag seiner Unabhängigkeit. Aus diesem Anlass wollte König Leopold II. eine nationale Ausstellung in Brüssel veranstalten. Zu diesem Zweck wurde ein ehemaliges Militärübungsgelände außerhalb des Stadtzentrums ausgewählt. Der neue Park mit seinen imposanten Bauwerken sollte der Welt die Prosperität Belgiens demonstrieren.
Während des Zweiten Weltkrieges wurde das Parkgelände zum Anbau von Nahrungsmitteln genutzt.

## Bauwerke
Das sichtbarste Baudenkmal ist der Triumphbogen, der die große Geschichte Brüssels illustrieren und außerdem als Eingangstor in den Park für Besucher dienen sollte, die ihn aus östlicher Richtung betraten. Der Bogen aus Belgisch Granit war zwar für die Weltausstellung von 1880 geplant, wurde aber erst sehr viel später vollendet, nachdem es darüber zu einer heftigen Auseinandersetzung zwischen dem König und der Regierung gekommen war, weil die Regierung für ein in ihren Augen unnützes Bauwerk nicht soviel Geld ausgeben wollte. Erst durch private Geldgeber (letztlich durch das Privatvermögen des Königs) konnte der Triumphbogen 1905 fertiggestellt werden – gerade rechtzeitig zur 75-Jahr-Feier der belgischen Unabhängigkeit.

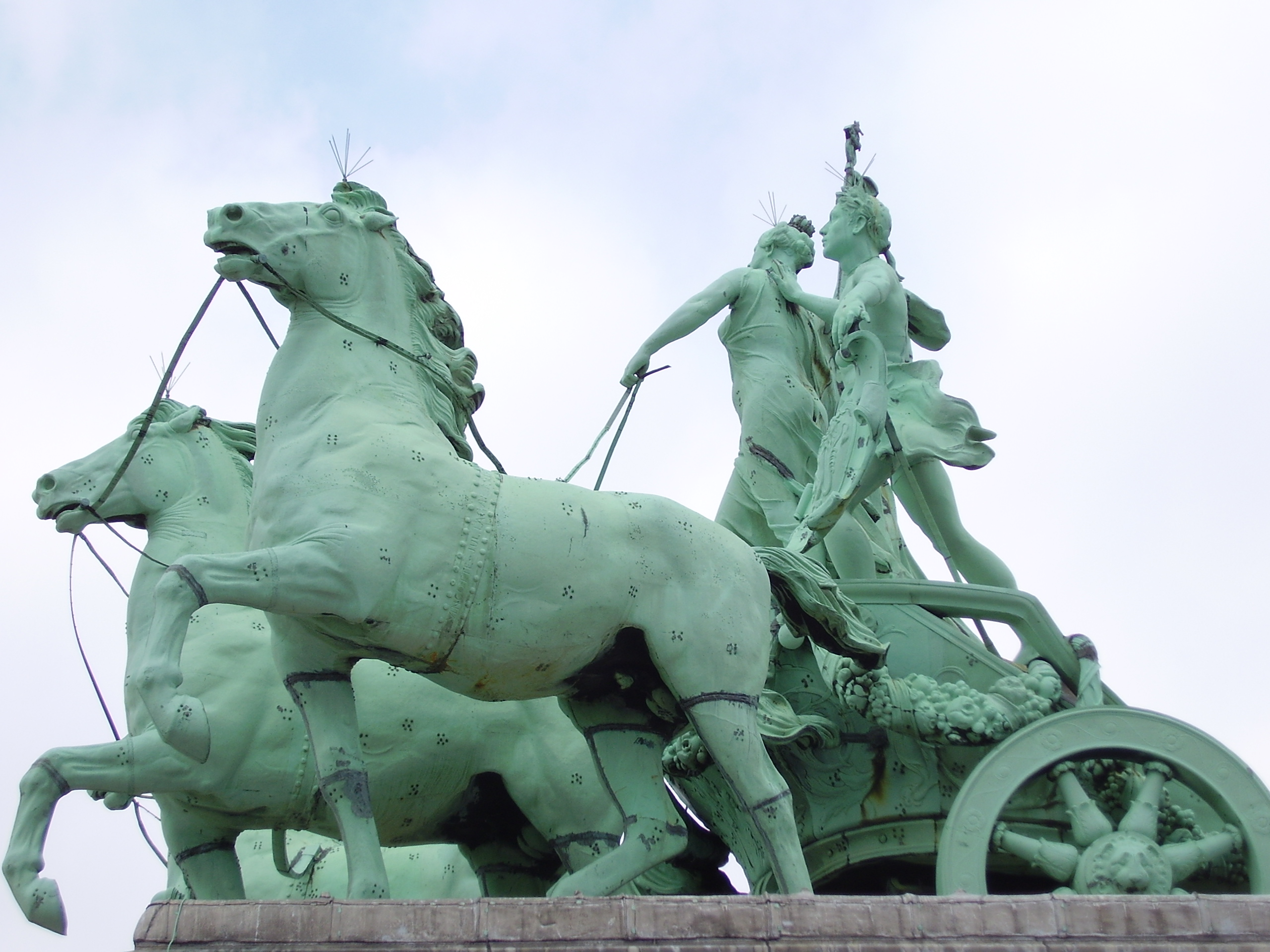
Die Quadriga

Den Bogen ziert eine Quadriga, die die Provinz Brabant symbolisiert. Die anderen belgischen Provinzen sind durch allegorische Statuen am Fuße der Säulen vertreten. Auf beiden Seiten des Bogens in Säulengalerien befinden sich zwischen 1920 und 1932 angefertigte Mosaike, die die „friedliebende belgische Nation“ beschwören. Der etwa 50 Meter hohe Bogen sieht wegen der Quadriga wie eine Mischung zwischen dem Brandenburger Tor und dem Pariser Arc de Triomphe aus. Bei gutem Wetter ist ein Gutteil des größten der drei Durchgangsbögen durch eine schmale belgische Nationalflagge ausgefüllt.
Zu beiden Seiten des Triumphbogen befindet sich je eine große Ausstellungshalle, die die ursprünglichen Pavillons und Ausstellungshallen der Ausstellung von 1880 ersetzten. Diese beiden Hallen, die selbst bereits als architektonische Denkmäler angesehen werden können, beherbergen heute Museen: In der südlichen Halle befindet sich das Autoworld Museum mit einer großen Oldtimer-Sammlung. In der nördlichen Halle ist das Militärmuseum Musée Royal de l’Armée untergebracht, das u. a. historische, aber auch moderne Kampfflugzeuge zeigt.
Die durch den Architekten Jules Bordiau erbauten Bordiau-Hallen waren als einzige Gebäude rechtzeitig zur Ausstellung 1880 fertig geworden. Sie sind eine Konstruktion aus Eisen und Glas, die für das späte 19. Jahrhundert typisch ist. Nach dem Ende der Ausstellung wurden hier ebenfalls Museen untergebracht. Die südliche Halle wurde 1946 durch ein Feuer zerstört. In dem danach angefertigten, nicht stilechten Neubau befinden sich heute die Brüsseler Königlichen Museen für Kunst und Geschichte.